# بانک صنعتی و بازرگانی چین

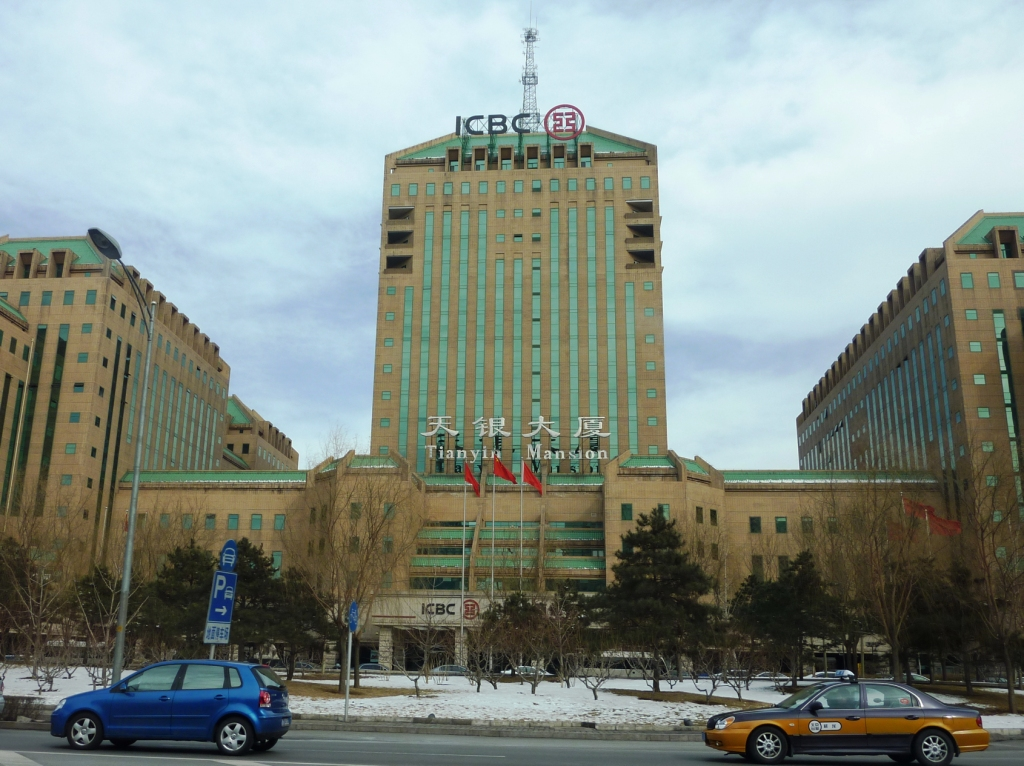
شعبه مرکزی بانک صنعتی و بازرگانی چین در شهر پکن

بانک صنعتی و بازرگانی چین (به چینی: 中国工商银行) بانک دولتی چینی است، که از سال ۲۰۱۳ تاکنون به‌عنوان بزرگترین بانک جهان بر پایه میزان دارایی‌ها شناخته می‌شود. 
این بانک در ماه ژانویه سال ۱۹۸۴ توسط دولت چین تأسیس شد و هم‌اکنون مالک شبکه گسترده‌ای از ۱۸ هزار شعبه داخلی و ۱۰۶ شعبه بین‌المللی می‌باشد. بانک صنعتی و بازرگانی چین به‌همراه بانک چین، بانک کشاورزی چین و چاینا کانستراکشن بانک، یکی از ۴ بانک بزرگ دولتی در کشور چین محسوب می‌شود. این بانک چینی در سال ۲۰۱۱ در فهرست فوربس جهانی ۲۰۰۰ در رتبه هفتم از بزرگترین شرکت‌های جهان قرار داشت. بانک صنعتی و بازرگانی چین در سال ۲۰۱۹ در فهرست فورچون جهانی ۵۰۰ در رتبه نخست قرار گرفت. شعبه مرکزی این بانک در شهر پکن قرار دارد و بخشی از سهام آن در بازارهای بورس شانگهای و بورس هنگ کنگ معامله می‌شود‌.